# پلفورت–سوواژ–لوژان
پلفورت–سوواژ–لوژان (فرانسوی: Pelforth–Sauvage–Lejeune‎) یک تیم دوچرخه‌سواری در کشور فرانسه است.
این تیم در سال ۱۹۶۰ تأسیس و در سال ۱۹۶۸ منحل شده‌است. تیم پلفورت در سال ۱۹۶۴ قهرمان بخش تیمی تور دو فرانس شده‌است.